# Bathypathes seculata
Bathypathes seculata är en korallart som beskrevs av Opresko 2005. Bathypathes seculata ingår i släktet Bathypathes och familjen Schizopathidae. Inga underarter finns listade i Catalogue of Life.